# South Deering (Chicago)

Situation de South Deering dans la ville de Chicago

South Deering est l'un des 77 secteurs communautaires de la ville de Chicago aux États-Unis. La majeure partie du Lac Calumet se situe dans ce secteur.